# Concili de Hièria
El Concili de Hièria fou un concili convocat per l'emperador romà d'Orient Constantí V l'any 754 dC per condemnar l'iconodulisme. Tingué lloc del 10 de febrer al 8 d'agost, i hi participaren 338 bisbes presidits pel bisbe d'Efes, atès que el patriarca de Constantinoble havia mort poc abans i no se n'havia nomenat cap de nou. Les seves conclusions foren condemnades pel Segon Concili de Nicea, que reafirmà el culte a les imatges, matisant el llenguatge emprat per referir-se a tal veneració.

## Antecedents
Les tendències iconoclastes dins de l'Església d'Orient venien d'antuvi: als segles iv i v ja hi havia texts que condemnaven la veneració d'imatges. Al començament, en temps de l'emperador Lleó III Isàuric, es deduïa que la pròpia Bíblia prohibia l'ús d'imatges. En temps de Constantí V s'hi afegiren arguments teològics (per exemple, que representar Crist nega la seva divinitat), recolzant-se en la tradició i la vida dels sants. A aquesta prohibició dels iconoclastes s'excloïa la creu, que era venerada també per ells.
Constantí V dugué a terme tota una política iconoclasta que anava des de l'adoctrinament dels soldats fins a escriure ell mateix un llibre contra les imatges. Allà ja desitjava la convocatòria d'un concili que permetés una major deliberació sobre el tema i recollir les opinions dels Pares de l'Església. Tanmateix, després d'un famós discurs d'Esteve el Jove, abat de Mont Sant Ausenci, els monjos es posaren massivament al costat de l'iconodulisme (finals del 753 dC).

## Qüestions tractades

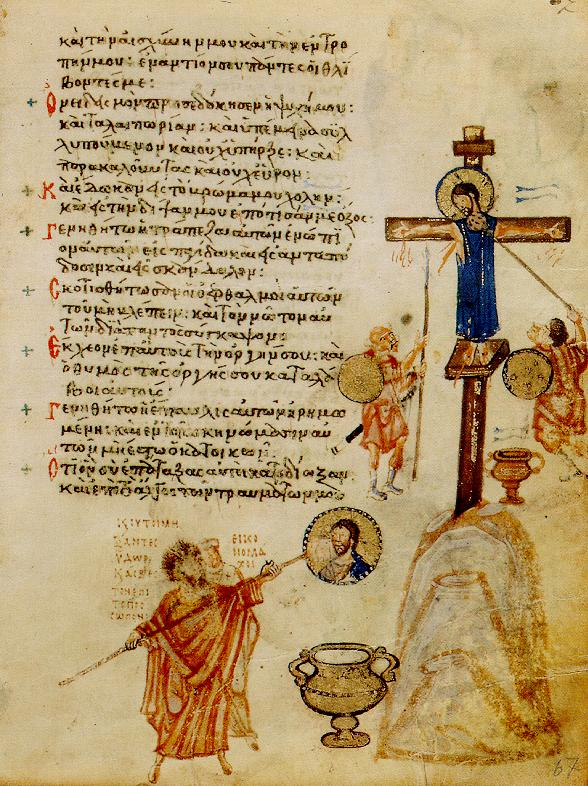
Miniatura representant un iconoclasta.

En prendre el control de la situació a Constantinoble, l'emperador fixà les temàtiques a tractar i convocà un concili que havia de ser ecumènic i condemnar les imatges. Com a manera de preparació per al concili, l'emperador ordenà celebrar petites assemblees a cada ciutat on s'exposessin les seves doctrines en contra de les imatges. Després ordenà reunir tota la documentació a favor de la seva posició i la feu arribar als bisbes. Poc abans de la celebració del concili el patriarca Anastasi va morir i l'emperador no en nomenà cap altre fins l'última sessió conciliar.
La data exacta del concili no és del tot exacta:
| «                    | El testimoni dels catàlegs patriarcals de Constantinoble i els nous estudis realitzats sobre el sistema cronològic de Teòfanes indueixen a pensar que el concili es realitzà entre el 10 de febrer i el 8 d'agost del 754 dC. | » |
| — Brehier (1980:619) | |   |

Varen participar-hi 338 bisbes. No hi havia cap representant del Papa ni dels altres patriarques. La direcció dels treballs fou conferida al bisbe d'Efes, Teodosi. La gran majoria dels bisbes estaven d'acord amb l'emperador que calia condemnar el culte a les imatges; tanmateix, atès que Constantí V volia que es tractessin també temes relacionats amb l'aprovació del monotelisme, les discussions van allargar-se.
El text de la decisió final es conserva gràcies al fet que és citat complet al Segon Concili de Nicea. La prohibició final és solemne:
| « | En nom de la santa i consubstancial Trinitat, principi de tota vida, tots nosaltres, revestits de la dignitat sacerdotal, havent arribat a la mateixa opinió, unànimes declarem que tota icona, de qualsevulla matèria o color, feta amb mentideres arts pels pintors, sigui rebutjada i considerada aliena i abominable per l'església dels cristians. Cap home no gosi entossudir-se en l'intent tan criminal i impiu. Qui des d'ara en endavant cerqui realitzar una icona o venerar-la o col·locar-la en una església o en una casa privada o d'amagar-la, si és bisbe, prevere o diaca, sigui deposat; si és un monjo o laic sigui excomunicat i sotmès a les lleis imperials, com adversari dels preceptes de Déu i enemic de la doctrina dels pares. | » |

## Conseqüències
El concili no pogué concloure, atès que amb l'elecció del nou patriarca de Constantinoble, que es deia també Constantí, la seu conciliar es va traslladar. El 27 d'agost es llegiren públicament els decrets i es llançà l'anatema contra els iconòduls. L'emperador emanà lleis que consideraven rebels els qui mantinguessin el culte de les imatges i se n'anà accentuant ràpidament la severitat amb què aplicava els decrets del concili: retir de relíquies, crítiques a la intercessió dels sants i de la Mare de Déu, crítiques a la vida monacal, etc. Amb la seva mort, el 775 dC, la persecució s'apaivagà, i així es mantingué sota el breu govern del seu fill i successor Lleó IV. Durant la regència de l'emperadriu Irene, regent de Constantí VI fins al 790 dC, de tendència iconòdula, ordenà celebrar un nou concili a Constantinoble el 787 dC, que hagué de ser cancel·lat a causa de les amenaces dels soldats.
El 787 dC ho intentà novament i aconseguí presidir allà el concili de Nicea, el setè concili ecumènic. En aquesta ocasió hi participaren 367 bisbes, i només 17 de quants havien participat en el V de Constantinoble. Aquesta assemblea condemnà les resolucions de Constantí V i llançà l'anatema contra els iconoclastes:
| «                                           | Les imatges, bé que estiguin pintades o en mosaics o en qualsevol altre material apte, han de ser exposades a les esglésies […] De fet, mentre més freqüentment aquestes imatges siguin contemplades, tant més qui les contemplen són portats al record i al desig dels models originals i a oferir-los, besant-les, respecte i veneració. Certament no es tracta d'una vertadera adoració, reservada per la nostra fe només a la natura divina, sinó d'un culte semblant al que s'ofereix a la imatge de la creu preciosa i vivificant, als sants Evangelis i a altres objectes sagrats, honrant-los amb l'oferiment d'encens i de llums segons el costum dels antics. | » |
| — Conciliorum oecumenicorum decreta, p. 138 | |   |